# ワンドのエース

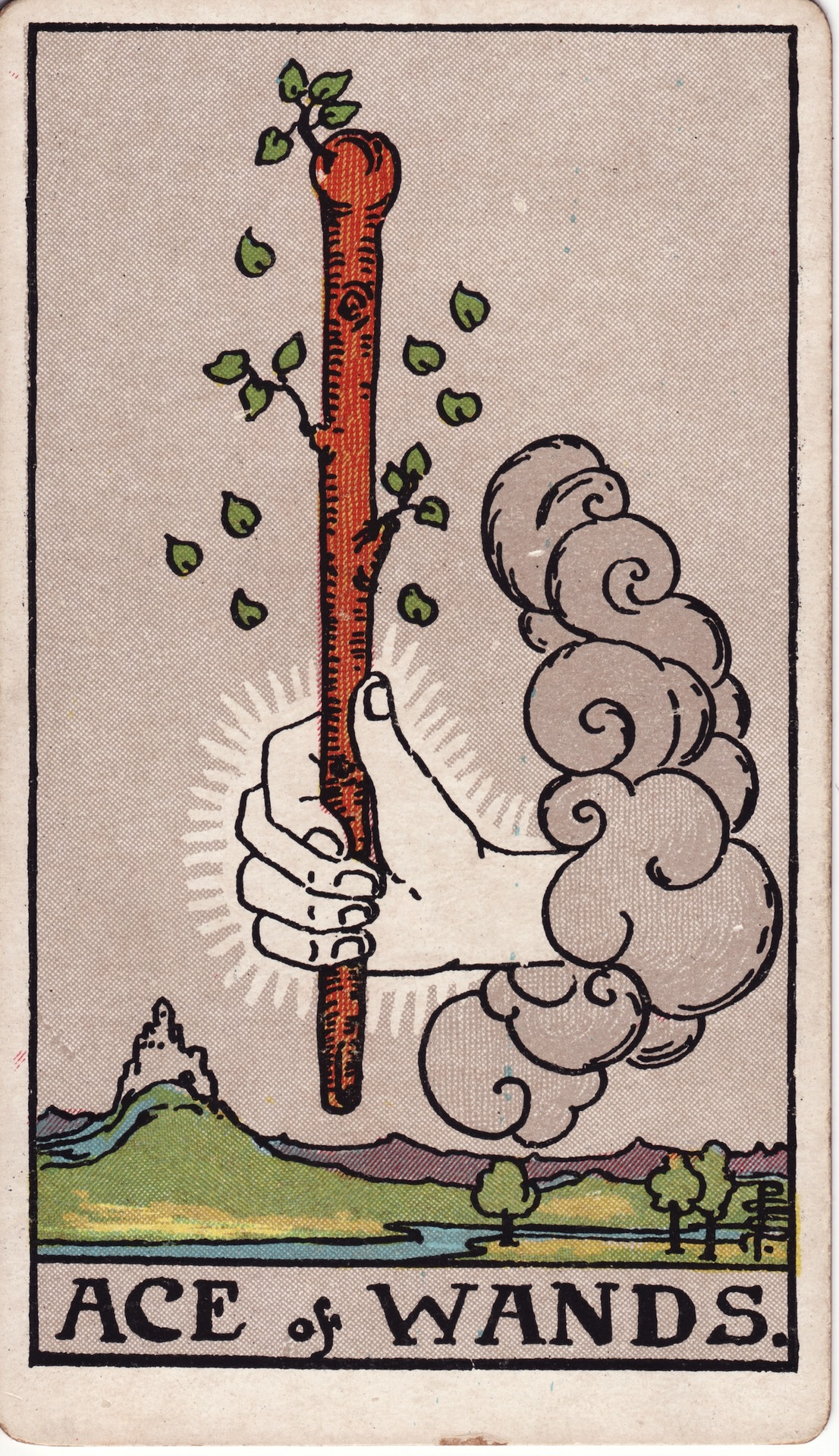

ワンドのエースとはタロットの1枚である。ワンドの1とも呼ばれる。タロットのなかでは、小アルカナのワンドのグループになる。

## 概要
ウェイト版タロットでは、平地の上に雲が浮かび、その雲から出る手が棒（ワンド）を持っている。

## 意味
正位置
困難を生き抜くための力やヒラメキ、エネルギーに満ちている。
仕事や恋、趣味など、自分の興味や関心がある事柄に積極的に取り組む姿勢。
家族や人との絆を大切にする気持ち。
全ての始まり。創造。誕生。絆。家族。
逆位置
やる気をそがれる展開や邪魔が入る。
何かしらの新たなスタートでも、見当違いだったり、問題が含まれている。
プライドを優先させて、失敗する。
衰退。情熱が冷める。企画倒れ。決意が萎える。間違ったスタート。